# Weiterstadt (przystanek kolejowy)
Weiterstadt (niem: Bahnhof Weiterstadt) – przystanek kolejowy w Weiterstadt, w regionie Hesja, w Niemczech. Znajduje się na Rhein-Main-Bahn między Darmstadt i Moguncją. Przystanek jest obecnie obsługiwany przez pociągi linii RB 75 Rhein-Main-Verkehrsverbundes w kierunku Aschaffenburga (poprzez Darmstadt) i Wiesbaden (poprzez Moguncję).
Według klasyfikacji Deutsche Bahn ma kategorię 6.

## Historia
Rhein-Main-Bahn została otwarta przez Hessische Ludwigsbahn 1 sierpnia 1858. Wkrótce potem stacja otrzymała swój pierwszy budynek dworcowy. Stacja została obsadzona przez kierownika stacji i czterech wartowników.
Po zakończeniu I wojny światowej Weiterstadt był w czasie okupacji alianckiej w strefie francuskiej. Stacja została wykorzystana jako początkowa i końcowa dla pociągów jadących z zachodu.
Dzisiejszy budynek dworcowy został zbudowany około 1870, na południe od torów. Jest typowym dworcem z czasów Hessischen Ludwigsbahn. Jest on zbudowany z czerwonego piaskowca, posiada dwie kondygnacje i wyposażony jest w osobne skrzydło, gdzie mieści się restauracja. Obecnie jest on pomnikiem kultury Hesji.

## Linie kolejowe
- Rhein-Main-Bahn